# 国际市场进入模式
在国际贸易活动中，国际市场进入模式是公司将其服务扩展到国外市场的方式。
市场进入模式分为两类：股权和非股权。非股权模式包括出口进入模式和契约进入模式。 股权模式包括合资和全资子公司。 不同的进入模式在三个关键方面有所区分：
1. ↑  Peng, W. Mike., (2018) Global Business. Cengage Learning, ISBN 978-0357670835
2. ↑  P, W. Mike., (2008) Global Business Cengage Learning, ISBN 0-324-36073-8